# Nagymarosi Mihály
Nagymarosi Mihály, 1961-ig Cziszler (Nagymaros, 1919. október 6. – Nagymaros, 2002. szeptember 7.) válogatott labdarúgó, jobbfedezet.

## Pályafutása

### A válogatottban
1942 és 1950 között 13 alkalommal szerepelt a válogatottban és 3 gólt szerzett. Négyszeres Budapest válogatott (1946–49).

## Sikerei, díjai
- Magyar bajnokság
  - bajnok: 1945-tavasz, 1945–46, 1946–47
  - 2.: 1941–42
  - 3.: 1950-ősz
- A Magyar Népköztársaság kiváló sportolója (1951)[2]

## Statisztika

### Mérkőzései a válogatottban
| Magyarország | Magyarország         | Magyarország                | Magyarország | Magyarország | Magyarország  | Magyarország | Magyarország | Magyarország |
| #            | Dátum                | Helyszín                    | Hazai        | Eredmény     | Vendég        | Kiírás       | Gólok        | Esemény      |
| ------------ | -------------------- | --------------------------- | ------------ | ------------ | ------------- | ------------ | ------------ | ------------ |
| 1.           | 1942. május 3.       | Budapest, Üllői úti pálya   | Magyarország | 3 – 5        | Németország   | barátságos   | 1            | 18'          |
| 2.           | 1946. április 14.    | Bécs, Práter stadion        | Ausztria     | 3 – 2        | Magyarország  | barátságos   | -            |              |
| 3.           | 1946. október 6.     | Budapest. Üllői úti stadion | Magyarország | 2 – 0        | Ausztria      | barátságos   | -            |              |
| 4.           | 1946. október 30.    | Esch-sur-Alzette            | Luxemburg    | 2 – 7        | Magyarország  | barátságos   | 1            | 32'          |
| 5.           | 1947. május 4.       | Budapest. Üllői úti stadion | Magyarország | 5 – 2        | Ausztria      | barátságos   | -            |              |
| 6.           | 1947. május 11.      | Torino, Stadio Comunale     | Olaszország  | 3 – 2        | Magyarország  | barátságos   | -            |              |
| 7.           | 1947. augusztus 17.  | Budapest, Üllői úti stadion | Magyarország | 9 – 0        | Bulgária      | Balkán-kupa  | 1            | 48'          |
| 8.           | 1947. augusztus 20.  | Budapest, Üllői úti stadion | Magyarország | 3 – 0        | Albánia       | Balkán-kupa  | -            |              |
| 9.           | 1947. szeptember 14. | Bécs, Práter stadion        | Ausztria     | 4 – 3        | Magyarország  | barátságos   | -            |              |
| 10.          | 1947. október 12.    | Bukarest                    | Románia      | 0 – 3        | Magyarország  | Balkán-kupa  | -            |              |
| 11.          | 1948. május 23.      | Budapest, Üllői úti stadion | Magyarország | 2 – 1        | Csehszlovákia | Európa-kupa  | -            |              |
| 12.          | 1948. október 3.     | Újpest, Megyeri úti stadion | Magyarország | 2 – 1        | Ausztria      | barátságos   | -            |              |
| 13.          | 1950. május 14.      | Bécs, Práter-stadion        | Ausztria     | 5 – 3        | Magyarország  | barátságos   | -            | 46'          |
|              | Összesen             |                             |              | 13           | mérkőzés      |              | 3            | gól          |